# Casa Tarré (Sant Joan de les Abadesses)
La Casa Tarré és una obra de Sant Joan de les Abadesses (Ripollès) inclosa a l'Inventari del Patrimoni Arquitectònic de Catalunya.

## Descripció
Edifici de planta baixa, utilitzada com a magatzem, i un pis d'habitatge, situat al centre del conjunt i donant simetria al mateix. En el seu origen va ser construït amb pedra de riu, totxos i ceràmica vidriada. Actualment està destrossat per afegits i mutilacions posteriors. Era l'edifici modernista (neogòtic) més important de Sant Joan de les Abadesses i unes de les obres més importants de l'autor, molt vinculat a la majoria de municipis de la comarca.